# Луньов Святослав Ігорович
Святослав Ігорович Луньов (нар. 19 квітня 1964) — український композитор, автор симфонічної, камерної, хорової, фортепіанної та електроакустичної музики. Також серед його творів є опери ("Москва-Петушки", "Погано темперовані пісні") та музика до кіно. 
Твори С.Луньова виконувались на таких фестивалях, як Міжнародний форум музики молодих, (1993–1998, Київ); «Прем'єри сезону», Київ; «Київ Музик Фест», Київ; «Контрасти», Львів; «Два дні й дві ночі», Одеса.
Серед виконавців його творів — Національний симфонічний оркестр України, Київський державний філармонічний оркестр, Державний естрадно-симфонічний оркестр України, симфонічний оркестр Національної Радіокомпанії України, Лімерикський камерний оркестр (Ірландія), камерний оркестр «Київська Камерата», Муніципальний хор «Київ», хор Національного Університету Культури, Ансамбль сучасної музики «Рикошет», Ансамбль «Гармонія миру», ансамбль "MusikFabrik" (Німеччина), вокальний ансамбль "Alter Ratio". 
Диригенти: Володимир Сіренко, Віктор Плоскіна, В'ячеслав Блінов, Валерій Матюхін (Україна), Федір Глущенко (Росія), Веронік Лякруа (Канада), Дермот Дан (Ірландія), Міхеїл Менабде (Грузія), Ольга Приходько (Україна), Теодор Кучар (США), Герман Енгельс (Бельгія).
С.Луньов — лауреат всеукраїнських конкурсів молодих композиторів ім. С. В. Рахманінова (Київ, 1992) та «Gradus ad Parnassum» (Київ, 1993), лауреат премії ім. Л. М. Ревуцького (1997), премії ім. Б. М. Лятошинського (2007), премії ім. М. Вериківського (2017). 
Автор музичного перформансу "Свідок" [Архівовано 27 жовтня 2020 у Wayback Machine.], який здобув Бронзового Лева [Архівовано 23 січня 2018 у Wayback Machine.] на Каннському фестивалі креативу у 2017 році.

### Записи
У 2021 році відомий український піаніст Антоній Баришевський зробив записав фортепіанних етюдів композитора "Lunyov/ Retinsky" 

## Твори
- 1993: «Чорне тріо» на слова І. Бродського («Был черный небосвод…») для голосу, віолончелі та фортепіано
- 1993: «Процес» для фортепіано та великого симфонічного оркестру
- 1994: «Симфонічні станси» для великого симфонічного оркестру
- 1995: «Musick to heare», «Вінок сонат» — музичний аналіз строфи 8-го сонета В. Шекспіра в 4-х сонатах для фортепіано
- 1995–1998: «Cantus aeternus» для змішаного хору a cappella в 7-ми частинах на канонічні тексти (латинською мовою)
- 1996: «Погано темперовані пісні», 24 пісні на слова Л. Керролла з «Аліси в Країні Чудес» й «Аліси в Задзеркаллі» на російською (або англійською) для голосу й камерного оркестру
- 1997: «Letargia» для великого симфонічного оркестру
- 1998: «Репетиція для оркестру» для 13-ти виконавців
- 1998: «Libera me» для високого голосу й органа
- 1999: «TRIAS» — симфонія для органа, фортепіано й струнних в 3-х частинах
- 2000: «Коани» для баса-кларнета, скрипки, віолончелі, фортепіано та ударних
- 2000: «Pezzi della Piazzi» — концерт для акордеона (баяна) та струнного оркестру на теми А. Пьяцоллы
- 1998–2001: "Мардонги"для фортепіано (цикл 24-х п'єс)
- 1998–2001: «П'ять романсів на вірші закордонних поетів»
- 2001: «Апокрифи» для органа (в 7-ми частинах)
- 2001: «Нові російські танці» для 2-х фортепіано (п'ять циклів по 4 частини)
- 2003: «Melencolia» (на вірш І. Бродського «Большая элегия Джону Донну»), композиція для читця та магнітофонної плівки
- 2004: «Vor Deinen Thron» (Перед Твоїм Престолом) приношення І. С. Баху для 2-х скрипок, клавесина, фортепіано, органа та оркестрових груп інструментів
- 2004: «TRISTIUM» для струнного оркестру
- 2005: «TUTTI» для великого симфонічного оркестру
- 2006: «Unicorn's Games» для флейти, гобоя, кларнета, фагота та валторни
- 2007: Соната №5 для фортепіано
- 2008: «Panta Rhei» утопія для великого симфонічного оркестру
- 2008: «Zehn Stuck» для сектстету
- 2009: «Ave-Because-Adieu» Три п'єси для скрипки та фортепіано
- 2009: Соната для віолончелі та фортепіано
- 2010: «Серенада» для скрипки та фортепіано
- 2010: «Дві Штуки» для скрипки та фортепіано
- 2010: «Гимни пам'яти жителів Атлантіди» для симфонічного оркестру
- 2011: «Vox aeterna» меса для мішаного хору a cappella
- 2011: «Страстная Седмица» симфонія для мішаного хору a cappella
- 1992-2012: «Москва-Петушки», опера по Венедикту Єрофеєву
- 2012: «Чотири стихири» для струнних a cappella
- 2013-2014: «The Noel Consort» концерт для хору a cappella на теми традиційних різдвяних пісень
- 2015: «Нічна музика» для струнного оркестру
- 2015: «Денна музика» для струнного оркестру
- 2015: «Ноктюрнморт» для симфонічного оркестру
- 2016: «Witness» для двох дитячих голосів, трьох скрипок та фонограми
- 2016: «Mariologia» для арфи, ударних та мішаного хору на тексти Маріанських антифонів
- 2016: "Невидима сокира" - аудіо інсталляція для музейного проекту "Тіні забутих предків" [Архівовано 14 червня 2019 у Wayback Machine.]
- 2018: "Пир во врем чумы", музична драма
- 2018: "13 кімнат з видом на північний-захід" для фортепіано, скрипки та віолончелі
- 2018: "Сатурналії" (соната №6) для фортепіано
- 2018: "Сім портретів" для фортепіано
- 2018: "Ноктюрналії" для фортепіано
- 2018: "Троллінг штудії" для фортепіано
- 2021 Соната №7 ("Ковток землі") для фортепіано
- 2023 “Лютий Січень 23-го” (Fierce January ’23) для голосу та фортепіано
- 2023 "Back to Back" - подвійний концерт для фортепіано, ударних та симфонічного оркестру

## Визнання
Лауреат Всеукраїнського конкурсу молодих композиторів ім. С. В. Рахманінова (1992), Всеукраїнського конкурсу «Gradus ad Parnassum» (1993). Лауреат премії ім. Л. М. Ревуцького Міністерства культури і мистецтв України (1997). Лауреат премії ім. Б. Н. Лятошинського Міністерства культури і туризму України (2007). Лауреат премії ім. М. І. Вериківського (2017).
Автор музичного перформансу Witness, який отримав «Бронзового лева» на Міжнародному фестивалі творчості «Каннські леви» в 2017 році.